# La Couronne
La Couronne je naselje in občina v zahodnem francoskem departmaju Charente regije Poitou-Charentes. Leta 2006 je naselje imelo 7.018 prebivalcev.

## Geografija
Kraj se nahaja v pokrajini Angoumois jugozahodno od samega središča departmaja Angoulêma.

## Uprava
La Couronne je sedež istoimenskega kantona, v katerega so poleg njegove vključene še občine Fléac, Nersac, Puymoyen, Roullet-Saint-Estèphe, Saint-Michel in Vœuil-et-Giget z 22.375 prebivalci.
Kanton La Couronne je sestavni del okrožja Angoulême.

## Zanimivosti
- ruševine benediktinske opatije Notre-Dame de La Couronne iz 12. do 16. stoletja, zgrajene v pretežno gotskem slogu, francoski zgodovinski spomenik,
- romanska cerkev sv. Janeza Krstnika iz 11. stoletja,
- grad Château de l'Oisellerie iz 16. stoletja, zgodovinski spomenik.